# (5151) Weerstra
(5151) Weerstra est un astéroïde de la ceinture principale.

## Description
(5151) Weerstra est un astéroïde de la ceinture principale. Il fut découvert le 29 septembre 1973 à l'Observatoire Palomar par Cornelis Johannes van Houten, Ingrid van Houten-Groeneveld et Tom Gehrels. Il présente une orbite caractérisée par un demi-grand axe de 3,19 UA, une excentricité de 0,20 et une inclinaison de 1,0° par rapport à l'écliptique.

## Compléments